# Dalibor Gondík

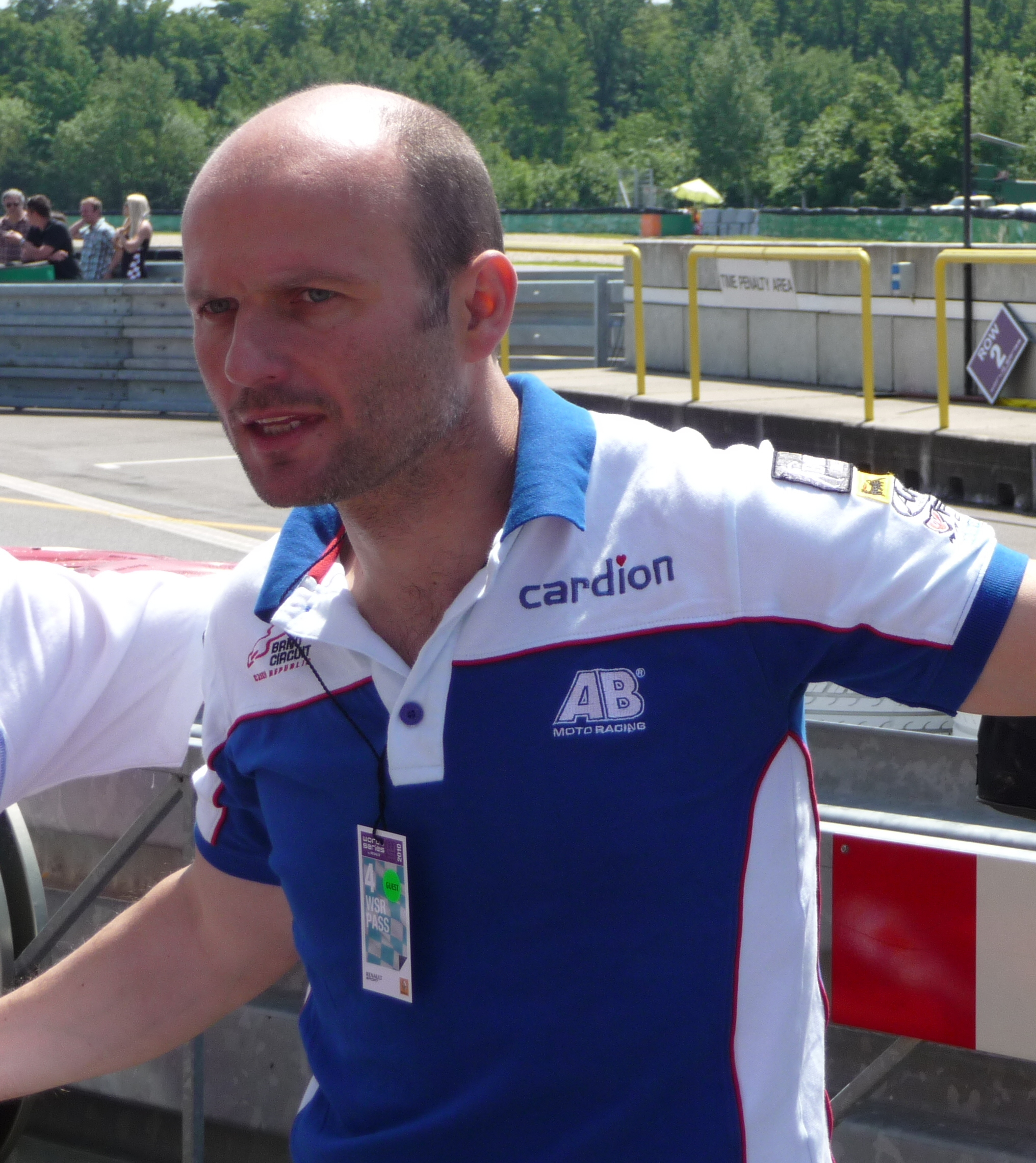
Dalibor Gondík v roce 2010 na Masarykově okruhu

Dalibor Gondík (* 14. března 1970 Sokolov) je český moderátor, herec, dabér, bavič, zpěvák, hudebník, ministrant a příležitostný automobilový či rallyový závodník. Narodil se v rodině známého ochotnického režiséra Bohumila Gondíka, výpravčího v Sokolově, který jako první přivedl ochotníky na jeviště Národního divadla. Je ženatý a má syna. Vystupuje také se sestrou, herečkou a moderátorkou Adélou Gondíkovou.
V divadelních představeních Partičky účinkuje jako moderátor, hudebník a účinkující.

## Filmografie
- 1994 – Dětské pařby
- 1998 – Kázání rackům
- 2001 – Rady ptáka Loskutáka
- 2009 – Pamětnice (ředitel gymnázia)
- 2017 – Tvoje tvář má známý hlas (4. řada)
- 2018 – StarDance …když hvězdy tančí (9. řada)

## Závodní kariéra

### Kompletní výsledky v Mistrovství České republiky ve Sprintrallye
| Rok  | Tým             | Vůz             | 1   | 2      | 3   | 4      | 5      | 6   | 7      | 8   | 9   | Umístění | Body |
| ---- | --------------- | --------------- | --- | ------ | --- | ------ | ------ | --- | ------ | --- | --- | -------- | ---- |
| 2007 | KGB Racing      | Škoda Fabia TDi | OKŘ | LUŽ    | TIŠ | KOP    | AGR 56 | PRA | JES 65 |     |     | –        | 0    |
| 2008 | KGB Racing      | Škoda Fabia TDi | VYŠ | LUŽ    | TIŠ | KOP 63 | PEL    | PRA | AGR    | JES | VSE | –        | 0    |
| 2011 | Tlusťák Antonín | Škoda Fabia TDi | LUŽ | KOP 68 | KRK | VYS    | AGR    | HOR | JES    | VSE |     | –        | 0    |